# 阿洼早熟禾
阿洼早熟禾（学名：Poa araratica）为禾本科早熟禾属下的一个种。